# Karpelaks
Characiformes, karpelaksordenen, har ligesom andre Ostariophysi det weberske apparat til at høre højfrekvente lyde med.
- Orden Characiformes
  - Erythrinoidea
    - Characidoidea
      - Serrasalmidae
        - Serrasalminae
          - Serrasalmus
            - Piratfisk Serrasalmus nattereri

      - karpelaksfamilien Characidae
        - Paracheirodon
          - Almindelig neon Paracheirodon innesi
          - Rød neon Paracheirodon axelrodi (tidligere Hyphessobrycon axelrodi)
          - Grøn neon Paracheirodon simulans

        - Hyphessobrycon
          - Sort neon Hyphessobrycon herbertaxelrodi